# Sergio Bobadilla
Sergio Bobadilla Muñoz (Concepción, 25 de marzo de 1958) es un ingeniero en gestión industrial y político chileno, militante de la Unión Demócrata Independiente (UDI). Desde marzo de 2018 se desempeña como diputado del distrito N.° 20. Ejerció en el mismo cargo por el distrito N.° 45 entre los años 2006 y 2014.
Anteriormente fue alcalde de las comunas de Florida y Los Álamos, ambas designado por la dictadura militar de Augusto Pinochet, siendo electo alcalde de Florida más tarde durante la transición a la democracia.

## Biografía
Nació en Concepción un 25 de marzo del año 1958. Cursó estudios en la Universidad Técnica Federico Santa María sede Hualpén y en la Universidad de Chile. Casado con Ximena Crovetto y padre de cuatro hijos.
Cursó un diplomado en recursos humanos, en la  Universidad de Chile. Fue gerente de recursos humanos y director de extensión.

## Carrera política
En el marco de la actividad política fue dirigente de la secretaría de la juventud y dirigente provincial de la Unión Demócrata Independiente (UDI) Concepción. Posteriormente llegó a ser dirigente de dicho partido en el ámbito regional.
En 1987 fue designado como alcalde de la comuna de Los Álamos, ejerciendo hasta 1988 cuando paso a ocupar el puesto de edil en la comuna de Florida hasta 1992.
Representando a su partido la UDI, compitió en las elecciones municipales de 1992, consiguiendo el 59,46 % e los votos y siendo elegido como alcalde de Florida para el periodo 1992-1996. 
Se presentó como candidato a diputado en las elecciones de 2001 por el Distrito 45 (Circunscripción 12 Biobío Costa) para las comunas de Coronel, Tomé, Penco, Hualqui, Santa Juana y Florida. Si bien obtuvo la segunda mayoría con 28,92 % de los votos, resultó derrotado ante Edmundo Salas (PDC) y Alejandro Navarro (PS) por el denominado Sistema Binominal. 
Posteriormente en 2005 volvió a ser candidato por el mismo Distrito 45, consiguiendo nuevamente el segunda lugar con el 23,68 % de los votos, pero esta vez si resultando electo diputado, en conjunto con Clemira Pacheco (PS). Durante su gestión, integró las comisiones permanentes de Vivienda y Desarrollo Urbano; Educación, Deportes y Recreación; y Micro, Pequeña y Mediana Empresa. Así como también, las comisiones especiales de Pequeña y Mediana Empresa (PYME); la que Establece Beneficios para los Discapacitados; y Sobre Deudas Históricas. Junto con las comisiones investigadoras sobre Central Pangue; y sobre Asesorías Efectuadas en Reparticiones Gubernamentales. Además, fue miembro del grupo interparlamentario chileno-británico.
En las elecciones de 2009 fue reelecto diputado por el mismo distrito para el periodo 2010-2014. Integró de las comisiones permanentes de Pesca, Acuicultura e Intereses Marítimos; y de Educación, Deportes y Recreación, la cual presidio. También fue parte del comité parlamentario del Partido Unión Demócrata Independiente.
En las elecciones parlamentarias de noviembre de 2013, buscó la reelección por el mismo distrito, y aunque obtuvo la segunda mayoría con 26 675 votos, fue desplazado por el DC Marcelo Chávez debido al sistema binominal.
Tras dejar el hemiciclo, Bobadilla trabajó como consultor para la Asociación de Industriales Pesqueros del Bío Bío (Asipes).
En las elecciones de 2017, Bobadilla fue elegido por el Distrito 20.

## Labor legislativa
Durante su período 2022‑2026, Sergio Bobadilla integra las comisiones permanentes de Vivienda, Pesca, Obras Públicas, Educación y Emergencias. Además, ha presidido la Comisión Especial Investigadora de Prevención y Combate de Incendios Forestales, y ha participado en otras comisiones investigadoras sobre seguridad portuaria, beneficios penitenciarios, el sistema de educación pública y el funcionamiento de universidades.

### Proyectos de ley destacados
Estos son algunos de los proyectos más emblemáticos y conocidos impulsados por Sergio Bobadilla:
- Ley Valentín (en tramitación, 2025): obliga a la instalación de mallas de seguridad en ventanas y balcones residenciales para prevenir caídas infantiles, inspirada en la memoria de un niño fallecido.[6]

- Adecuación de PSU y SIMCE al sistema braille (Proyecto de Acuerdo, 2006‑2007): Bobadilla lideró desde 2006 esfuerzos para que estudiantes ciegos puedan rendir ambas pruebas en braille, logrando su implementación en 2010.[7][8]

- Protocolo de uso de la fuerza en orden público (Boletín 14033‑17, 2021): establece normativas claras y bajo estándares de derechos humanos para el accionar de fuerzas policiales en situaciones de orden público y control masivo.[9]

- Registro de Deudores de Pensiones Alimenticias (Boletín 14077‑18, tramitación 2023): crea un registro nacional para asegurar el cumplimiento de pagos de pensión alimenticia, favoreciendo a los menores.[10]

- Régimen de transporte protegido (Boletín 17584‑35, junio 2025): fortalece la protección en transporte remunerado para personas mayores, personas con discapacidad y neurodivergentes.[11]

### Resoluciones relevantes
- Resolución 649: Solicita eximir del pago de permiso de circulación e impuesto territorial a personas damnificadas por incendios.[12]

- Resolución 506: Pide congelar el impuesto territorial a personas mayores o jubiladas de bajos ingresos.[13]

- Resolución 735: Insta al Ejecutivo a priorizar la tramitación de proyectos de seguridad ciudadana.[14]

- Resolución 434: Busca mejorar las condiciones laborales y de seguridad de los trabajadores recolectores de basura, solicitando medidas para proteger su salud y reducir accidentes en labores de recolección.[15]

### Intervenciones en Sala
Ha intervenido activamente en debates legislativos sobre seguridad pública, endurecimiento de penas para delitos de secuestro, protección de funcionarios de orden y urgencias legislativas para combatir el crimen organizado.

### Labor internacional
En su rol como presidente pro tempore de la Comisión Interparlamentaria de la Alianza del Pacífico, ha representado al Congreso chileno en delegaciones oficiales a Bogotá (2022), Ciudad de México (2022), Tacna (2024) y Singapur (2025). También integró una misión parlamentaria al Congreso de Colombia en junio de 2024.

## Controversias
En 2017, cuando Bobadilla trabajaba para la Asociación de Industriales Pesqueros del Bío Bío (Asipes), esta se vio involucrada en un caso de corrupción relacionado con la presidenta de la UDI, Jacqueline van Rysselberghe. Bobadilla debió declarar como testigo del caso, negándose a prestar declaración de forma voluntaria. En el intervalo, su consultora particular recibió un préstamo de alrededor de 26 millones de pesos por parte de Asipes. En 2024, junto a los diputados Cristian Moreira y Bernardo Berger, presentó 211 indicaciones en la discusión de la Nueva Ley de Pesca, las cuales fueron copiadas de un informe técnico jurídico de la gremial empresarial Sonapesca.En su defensa, señaló que el actuar era transparente y que no había nada irregular.
Como campaña a votar Rechazo en el Plebiscito nacional de Chile de 2020, Bobadilla utilizó a través de sus redes sociales Bandos militares, rememorando a la Dictadura Militar de Chile. Bobadilla indicó que no le importaba ser asociado a Augusto Pinochet.
Bobadilla fue un fuerte crítico de la Convención Constitucional, criticándola fuertemente a través de su cuenta de Twitter, especialmente durante la segunda mitad de 2020. La comparó con la ofensiva talibana de 2021 en Afganistán, colaboró en la dispersión de la fake news de una supuesta fiesta realizada por los constituyentes en un hotel de Concepción, y realizó difamaciones en contra de la presidenta de la Convención, Elisa Loncón, que luego debió retirar.
Durante noviembre de 2020, Bobadilla publicó en su cuenta de Twitter comentarios sobre una supuesta fiesta de miembros de la Convención Constitucional en un hotel de Concepción. La información fue posteriormente desmentida por los propios convencionales y por el hotel involucrado. El mensaje fue eliminado tras recibir críticas desde distintos sectores políticos.
El 28 de agosto de 2021, Bobadilla declaró que anhelaba ser presidente de la república, y señaló que cuando lograse llegar al sillón presidencial realizaría una parada militar en la región de la Araucanía, zona que actualmente es escenario del conflicto mapuche.
En el contexto de la conmemoración de los 50 años del golpe de Estado en Chile de 1973, el diputado fue a sesionar con una piocha que hacía alusión a la «liberación» de Chile por parte de Augusto Pinochet.
El 18 de junio de 2024, mediante un reportaje de Radio Bío-Bío, se reveló que Bobadilla apitutó a una funcionaria amiga, la trabajadora social Carolina Alejandra Arias Arévalo, como asesora del diputado, que además percibió de manera paralela una remuneración bruta de hasta 5,3 millones mensuales, como jefa de la Unidad de Participación y Vinculación Territorial del SLEP Andalién Sur, de Concepción. Esto se encuentra expresamente prohibido por el Congreso.Se anuncipo que será llevado al Comité de Ética.

## Historial electoral
| Año  | Tipo           | Territorio    | Pacto                    | Partido | Votos  | %     | Resultado           |
| ---- | -------------- | ------------- | ------------------------ | ------- | ------ | ----- | ------------------- |
| 1992 | Municipales    | Florida       | Participación y Progreso | UDI     | 3594   | 59.46 | Alcalde             |
| 1996 | Municipales    | Florida       | Unión por Chile          | UDI     | 4527   | 70.00 | Alcalde             |
| 2001 | Parlamentarias | 45.º distrito | Alianza por Chile        | UDI     | 31 173 | 28.92 | no elegido Diputado |
| 2005 | Parlamentarias | 45.º distrito | Alianza                  | UDI     | 26 460 | 23.68 | Diputado            |
| 2009 | Parlamentarias | 45.º distrito | Coalición por el Cambio  | UDI     | 29 272 | 25.78 | Diputado            |
| 2013 | Parlamentarias | 45.º distrito | Alianza                  | UDI     | 26 675 | 25.97 | no elegido Diputado |
| 2017 | Parlamentarias | 20.º distrito | Chile Vamos              | UDI     | 18 471 | 5.5   | Diputado            |
| 2021 | Parlamentarias | 20.º distrito | Chile Podemos Más        | UDI     | 23 732 | 6.8   | Diputado            |